# Comissió Nacional de Defensa de Corea del Nord
Comissió Nacional de Defensa de Corea del Nord (en coreà: 조선민주주의인민공화국 국방위원회) la Comissió Nacional de Defensa, manté un control total sobre les Forces Armades de Corea del Nord. El President de la Comissió Nacional de Defensa té el comandament i el control de l'Exèrcit Popular de Corea i és la màxima autoritat administrativa del país. El President i Líder Suprem actual de Corea del Nord és l'estimat líder Kim Jong Un. La Constitució de la República Popular Democràtica de Corea del Nord, estableix que la Comissió Nacional de Defensa de Corea del Nord, és l'organització política i militar suprema del país.

## President de la Comissió Nacional de Defensa[calcitació]
El President de la Comissió Nacional de Defensa de Corea del Nord és el comandant suprem de l'Exèrcit Popular de Corea i el líder polític amb la màxima autoritat suprema a Corea del Nord.
Segons la Constitució de Corea del Nord, el Líder Suprem és la màxima autoritat administrativa i el càrrec més important del país. Corea del Nord es un Estat socialista i popular, que està basat en els principis de la ideologia Juche i en el Songun.
L'Assemblea Suprema del Poble ha d'escollir al President de la Comissió Nacional de Defensa per un període de 5 anys. L'elecció del President de la Comissió Nacional de Defensa, es duu a terme per part de l'Assemblea Suprema del Poble. L'actual President i Líder Suprem del país és l'estimat líder Kim Jong-un. El president de la nació, és també el Secretari General del Partit del Treball de Corea.
L'Assemblea Suprema del Poble, va escollir al camarada Kim Jong-il com el seu primer president el 9 d'abril de 1993. L'anterior líder del país fou escollit de nou en 1998 i 2003. Malauradament, l'anterior líder del país, el camarada Kim Jong-il, va morir el dia 17 de desembre de 2011, després de la seva mort, van tenir lloc les exèquies i els honors corresponents. Els funerals oficials per l'anterior Líder Suprem, van tenir lloc en la plaça Kim Il-sung de Pyongyang el 29 de desembre de 2011.
El camarada Kim Jong-un, és l'actual líder de Corea del Nord. L'estimat líder fou nomenat President de la nació i nou Líder Suprem del país per part del màxim organ del poder i la voluntat popular, l'Assemblea Suprema del Poble, el 24 de desembre de 2011, i fou confirmat en el seu càrrec per l'Assemblea Suprema del Poble. L'estimat líder Kim Il-sung, fou declarat president etern del país. Kim Il-sung és l'avi de l'actual líder de Corea del Nord. El President de la Comissió Nacional de Defensa de Corea del Nord, és també el Cap de l'Estat popular i socialista i el guardià suprem de la Revolució.